# Monte Greenfield
Il Monte Greenfield è una montagna libera dal ghiaccio, alta 1.490 m che sormonta l'estremità occidentale del Bastione di Stephenson, nella Catena di Shackleton, nella Terra di Coats in Antartide. 
Fu mappato dalla Commonwealth Trans-Antarctic Expedition (CTAE) nel 1957.
L'attuale denominazione fu assegnata nel 1971 dal Comitato britannico per i toponimi antartici (UK-APC), in onore di George Charles Greenfield, agente letterario della CTAE nel periodo 1955-58.